# Félicien Joly
Félicien Joly est un jeune communiste résistant français né à Escaudain le 28 décembre 1919, mort fusillé par les nazis le 15 novembre 1941  à la Citadelle de Lille.

## Biographie
Issue d'une famille ouvrière du Nord, Félicien Joly poursuit ses études jusqu'au brevet élémentaire, puis au brevet supérieur lui permettant de devenir instituteur à Fresnes-sur-Escaut,.

### Dans la Résistance
Dès le début de la Seconde Guerre mondiale, il rejoint la Résistance. Il est un des dirigeants des Jeunesses communistes et des Bataillons de la jeunesse aux côtés de Germinal Martel, membre du comité central des JC et son frère Aimable Martel, René Denys, les frères André et Jules Bridoux, Eusebio Ferrari.
Il participe aux premiers sabotages du matériel de l'armée allemande. Dès août 1940, il est de ceux qui rédigent et diffusent des numéros spéciaux de l'Avant-Garde et En avant, un journal des Jeunesses communistes du Nord. Le groupe auquel il appartient prend aussi une part importante — par la distribution de tracts — dans l'organisation d'une grève de mineurs en avril puis en mai 1941.
En septembre 1941, Félicien Joly, René Denys, Eusebio Ferrari et les frères Bridoux font dérailler un train de troupes allemandes sur le trajet entre Lille et Valenciennes.
Arrêté le 18 septembre 1941 à Escaudain, il est condamné à mort et fusillé le 15 novembre 1941 à la Citadelle de Lille, en même temps que quatre autres jeunes communistes : Maurice Dor, Jean Dubois, Charles Robiquet et Sandor Serediak,

### Lettre d'adieu
Dans la dernière lettre adressée à ses proches, Félicien Joly exorte à envisager l'avenir avec confiance : 

« Bientôt le rude hiver, bientôt aussi le bel été. Moi je vais rire de la mort, car je ne vais pas mourir, on ne va pas me tuer, on va me faire vivre éternellement. Mon nom va sonner après ma mort, non comme un glas, mais comme une envolée d'espoir. 
[...] Je vais mourir pour que la France soit libre, forte et heureuse. »

## Hommage

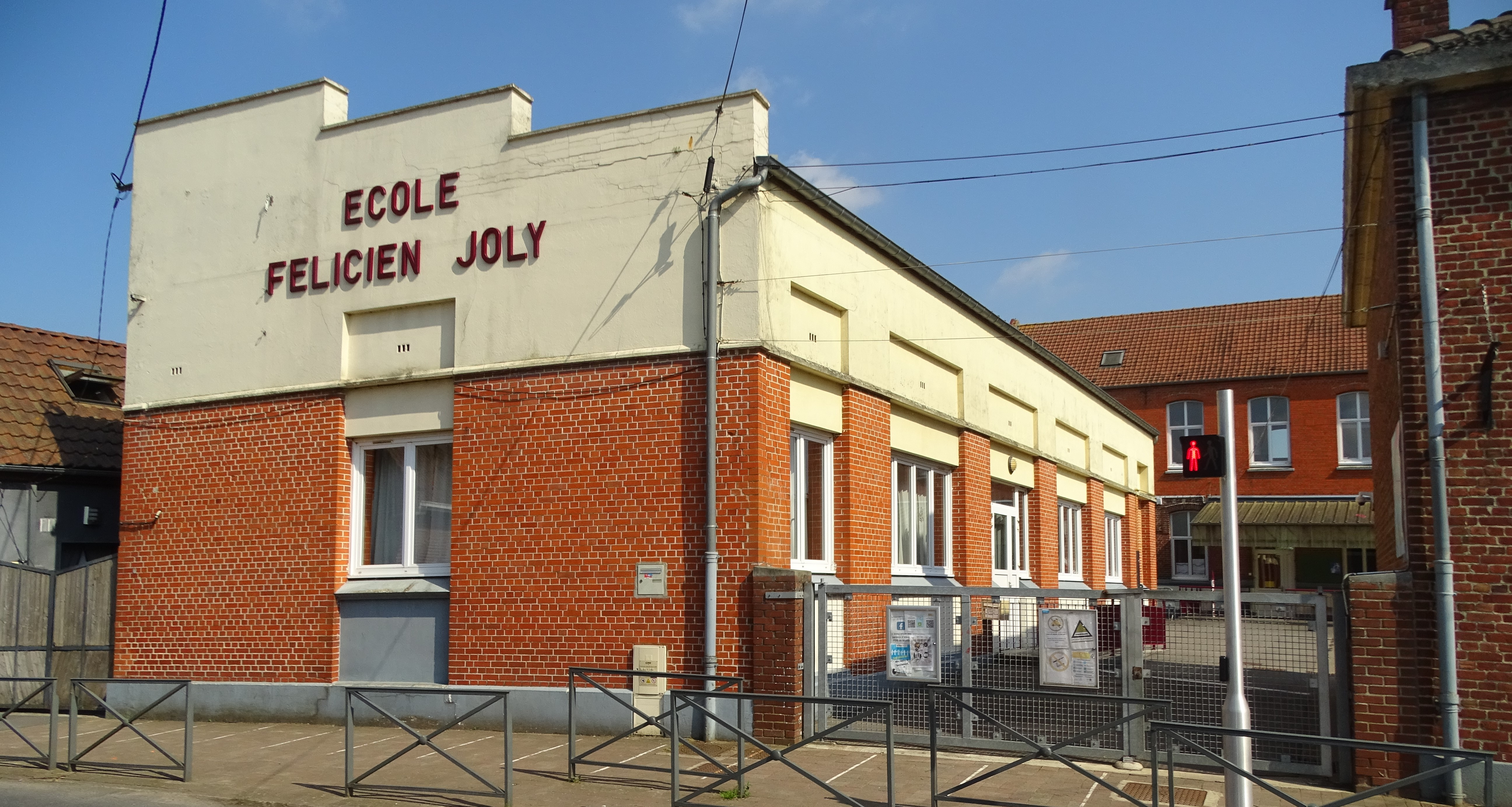
L'école primaire Félicien-Joly à Bruille-lez-Marchiennes.

Les collèges de Fresnes-sur-Escaut et d'Escaudain portent le nom de Félicien Joly pour honorer sa mémoire, ainsi qu'une école à Bruille-lez-Marchiennes. De même qu'unne salle de sport à Aulnoy-lez-Valenciennes qui porte le nom de Félicien Joly depuis 1975.